# Campeonato de Europa de Carreras de Camiones

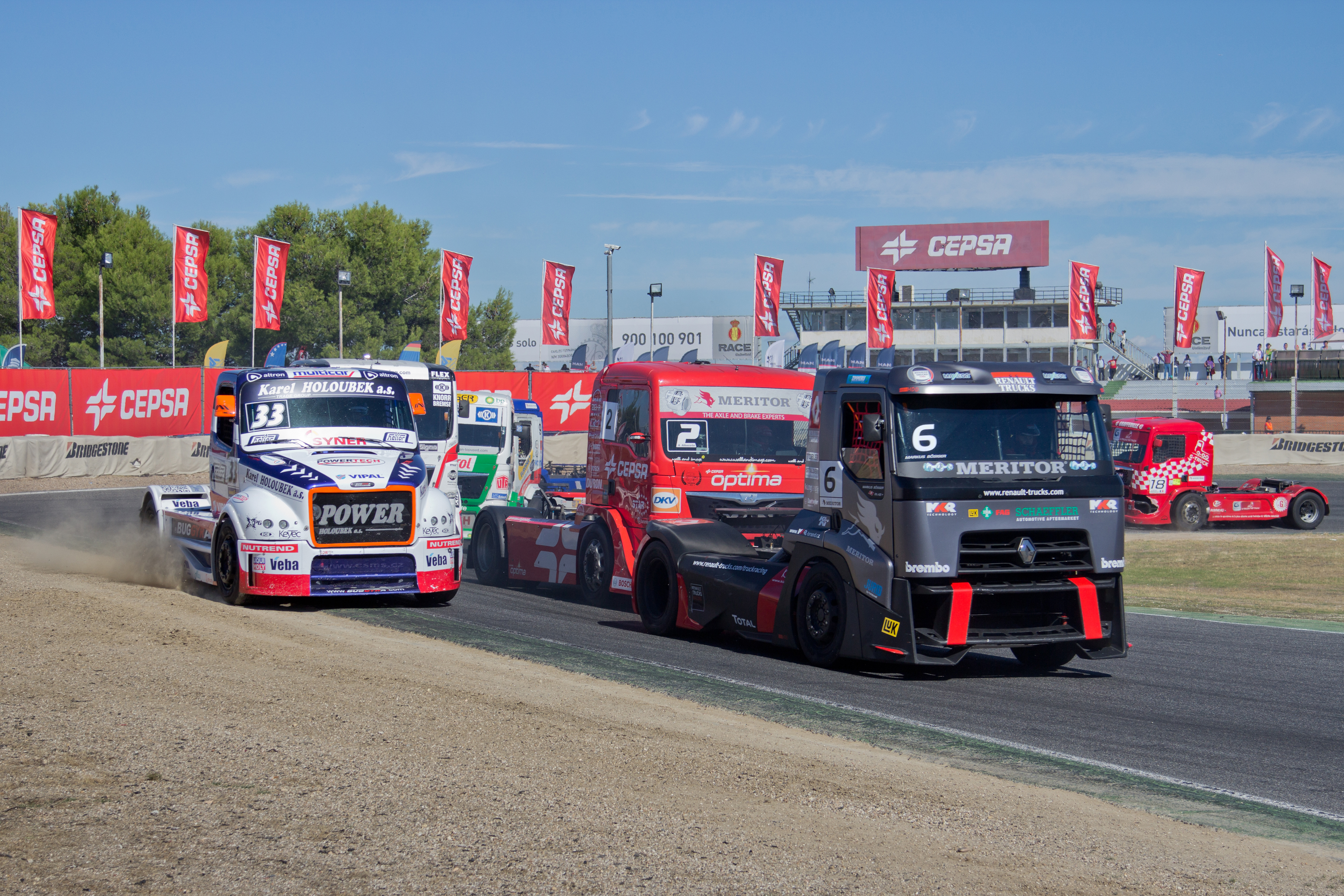
Gran Premio Camión de España 2013.

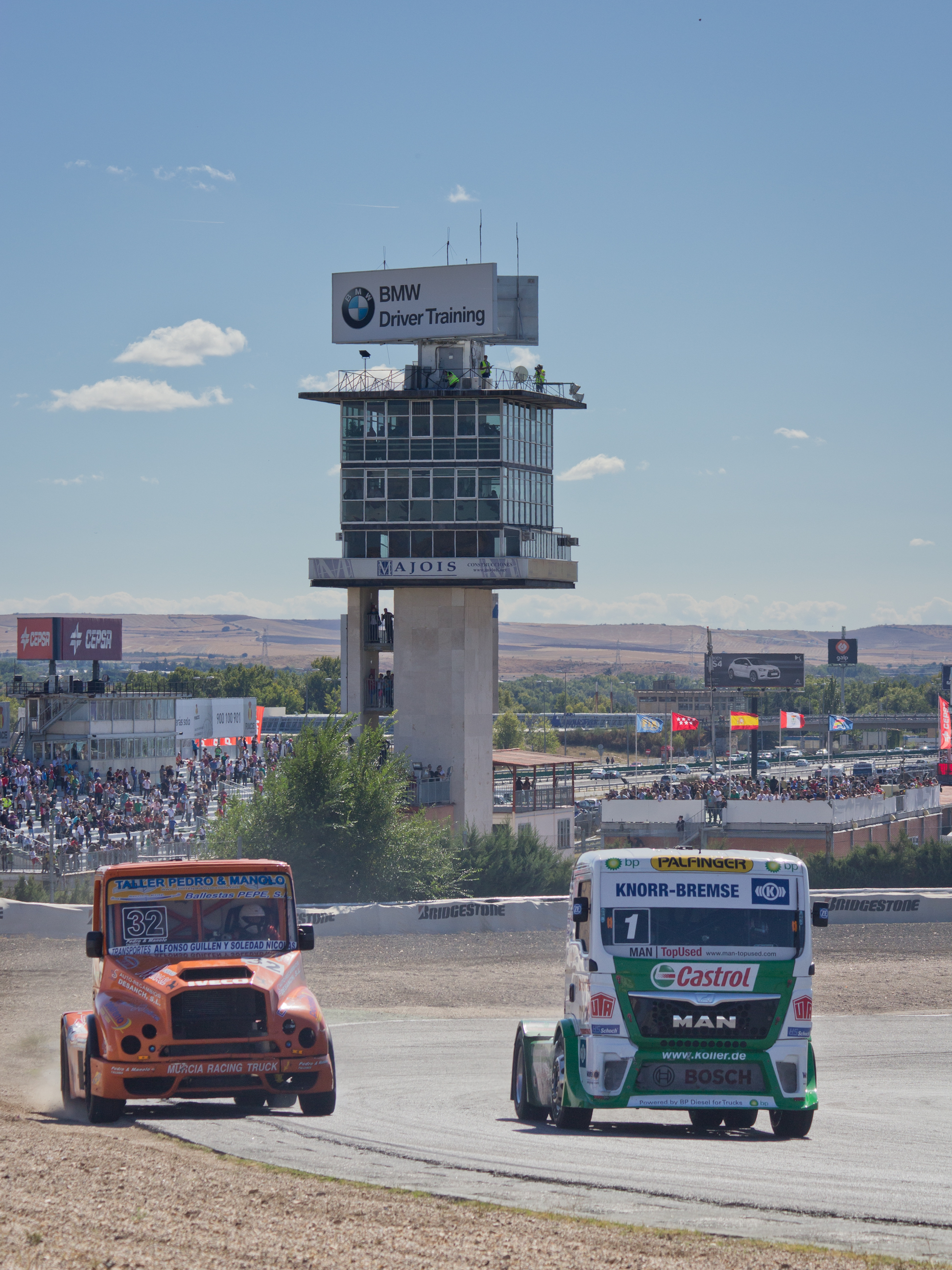
Pedro Ignacio García Marco y Jochen Hahn 2013 en el Circuito del Jarama.

El Campeonato de Europa de Carreras de Camiones (anteriormente Copa de Europa de Carreras de Camiones) es una competición automovilística europea en la que compiten camiones de todo el continente. Esta prueba es organizada por la FIA, y está compuesta por carreras en circuitos europeos. 
En España se introdujo por primera vez esta competición en 1987 en el circuito del Jarama y posteriormente en el circuito de Albacete, Circuito de Barcelona-Cataluña, Circuito de Navarra y Circuito Ricardo Tormo. Además los equipos se enfrentan a cada temporada con sofisticadas mejoras.
Es el campeonato de carreras de camiones con más prestigio y seguidores del mundo.

## Formato de competición
Entre 1985 y 1993 la competición, cuyo nombre era el de Copa de Europa de Carreras de Camiones (European Truck Racing Cup) estaba dividida en camiones de Clase A, camiones de Clase B y camiones de Clase C. 
Posteriormente, entre los años 1994 y 2005 se dividió en dos categorías, Súper Camión de Carreras y Camión de Carreras. 
En la temporada de 2006 se unificó el campeonato, y todos los pilotos competían en la misma categoría. Se eliminó la categoría Súper Camión de Carreras y la denominación del campeonato cambió a Campeonato de Europa de Camiones (European Truck Racing Championship).
Antes de empezar la temporada de 2017 se volvió a dividir a los pilotos en dos categorías: los de la categoría Titan, la categoría principal, que englobaba a los diez primeros pilotos de la temporada anterior, a un campeón de los últimos 10 años o a un piloto que el año anterior hubiese conseguido un puesto entre los seis primeros en alguna clasificación SuperPole, y la categoría Chrome, que reunía a pilotos novatos o amateurs, en la llamada Promoter's Cup (Goodyear Cup por motivos de patrocinio, anteirormemte Grammer Truck Cup). Pese a esto, los pilotos Chrome pueden sumar puntos para la clasificación general del ETRC.
La temporada se divide en grandes premios. En cada gran premio hay dos sesiones de clasificación y cuatro carreras, dos con sesión de clasificación y dos con parrilla invertida, una de cada en sábado y lo mismo el domingo . Antes de la primera carrera se celebran los entrenamientos libres y la clasificación. En la clasificación los diez mejores pilotos entran en la ronda final en la que luchan por la SúperPole. Allí se decide el orden de los diez primeros pilotos para la primera carrera. Tras la carrera 1 comienza la carrera 2 con el orden de llegada de la carrera 1 excepto en los ocho primeros puestos, que se invierten. Así, el primero de la carrera 1 saldrá octavo en la segunda y viceversa, el segundo saldrá séptimo y viceversa, el tercero saldrá sexto y viceversa, y el cuarto saldrá quinto y viceversa. En las carreras 3 y 4 el formato es similar que en las carreras 1 y 2.
EL sistema de puntuación no es similar en las cuatro carreras. En las carreras 1 y 2, el ganador consigue 20 puntos, el segundo 15, el tercero 12, el cuarto 10, el quinto 8, el sexto 6, el séptimo 4, el octavo 3, el noveno 2 y el décimo 1. En las carreras 2 y 4, de parrilla invertida, el ganador consigue 10 puntos, el segundo 9, el tercero 8, el cuarto 7, el quinto 6, el sexto 5, el séptimo 4, el octavo 3, el noveno 2 y el décimo 1,

## Campeones

#### 1985–1993
| Año  | Clase A        | Clase A              | Clase B           | Clase B                | Clase C        | Clase C              |
| ---- | -------------- | -------------------- | ----------------- | ---------------------- | -------------- | -------------------- |
| 1985 | Rod Chapman    | Ford Cargo           | Richard Walker    | Leyland                | Yves Barrat    | Renault              |
| 1986 | Mel Lindsey    | Leyland Roadtrain    | Slim Borgudd      | Volvo White            | Curt Göransson | Volvo N12            |
| 1987 | Rod Chapman    | Ford Cargo           | George Allen      | Volvo White            | Slim Borgudd   | Volvo White          |
| 1988 | Gérard Cuynet  | Ford Cargo           | Curt Göransson    | Volvo N12              | Rolf Björk     | Scania T-143M        |
| 1989 | Rod Chapman    | Volvo N12            | Curt Göransson    | Volvo N12              | Thomas Hegmann | Mercedes-Benz 1450-S |
| 1990 | Axel Hegmann   | Mercedes-Benz        | Curt Göransson    | Volvo N12              | Steve Parrish  | Mercedes-Benz 1450   |
| 1991 | Richard Walker | Volvo White Aero     | Jokke Kallio      | Sisu SR 340            | Gerd Körber    | Phoenix MAN          |
| 1992 | Richard Walker | Volvo White Aero     | Jokke Kallio      | Sisu SR 340            | Steve Parrish  | Mercedes-Benz 1450-S |
| 1993 | Gérard Cuynet  | Mercedes-Benz 1733-S | Harri Loustarinen | Sisu SR 340 Revolution | Steve Parrish  | Mercedes-Benz 1450-S |

#### 1994–2005
| Año  | Super Camiones de Carreras | Super Camiones de Carreras    | Camiones de Carreras | Camiones de Carreras |
| ---- | -------------------------- | ----------------------------- | -------------------- | -------------------- |
| 1994 | Steve Parrish              | Mercedes-Benz 1834-S          | Boije Ovebrink       | Volvo NL12           |
| 1995 | Slim Borgudd               | Mercedes-Benz 1834-S          | Martin Koloc         | Sisu SR 340          |
| 1996 | Steve Parrish              | Mercedes-Benz 1834-S          | Martin Koloc         | Sisu SR 340          |
| 1997 | Harri Loustarinen          | Caterpillar TRD               | Heinz-Werner Lenz    | Mercedes-Benz 1938-S |
| 1998 | Ludovic Faure              | Mercedes-Benz Atego Renntruck | Heinz-Werner Lenz    | Mercedes-Benz 1938-S |
| 1999 | Fritz Kreutzpointner       | MAN 18.423 FT                 | Heinz-Werner Lenz    | Mercedes-Benz 1938-S |
| 2000 | Harri Loustarinen          | Caterpillar TRD               | Noël Crozier         | MAN 19.414           |
| 2001 | Fritz Kreutzpointner       | MAN TR 1400                   | Lutz Bernau          | MAN 19.414           |
| 2002 | Gerd Körber                | Buggyra MK 002                | Egon Allgäuer        | MAN TGA              |
| 2003 | Gerd Körber                | Buggyra MK 002/B              | Lutz Bernau          | MAN TGA              |
| 2004 | Markus Oëstreich           | VW Titan                      | Stuart Oliver        | MAN TGA              |
| 2005 | Ralf Druckenmüller         | VW Titan                      | Antonio Albacete     | MAN TGA              |

| Super Camiones (clase B) | Super Camiones (clase B) | Super Camiones (clase B) |
| Año                      | Piloto                   | Camión                   |
| ------------------------ | ------------------------ | ------------------------ |
| 2001                     | Stan Matějovský          | Tatra                    |

#### 2006–presente
| Año  | Campeón          | Camión        | Subcampeón       | Camión          | Tercer puesto    | Camión          |
| ---- | ---------------- | ------------- | ---------------- | --------------- | ---------------- | --------------- |
| 2006 | Antonio Albacete | MAN TGA       | Gerd Körber      | Freightliner    | Jochen Hahn      | Mercedes-Benz   |
| 2007 | Markus Bösiger   | Freightliner  | Antonio Albacete | MAN TGA         | David Vršecký    | Freightliner    |
| 2008 | David Vršecký    | Freightliner  | Markus Bösiger   | Freightliner    | Antonio Albacete | MAN TGA         |
| 2009 | David Vršecký    | Freightliner  | Antonio Albacete | MAN             | Jochen Hahn      | MAN TGA         |
| 2010 | Antonio Albacete | MAN TGS       | Markus Bösiger   | Renault Premium | Jochen Hahn      | MAN TGS         |
| 2011 | Jochen Hahn      | MAN TGS       | Antonio Albacete | MAN TGS         | Adam Lacko       | Renault MKR     |
| 2012 | Jochen Hahn      | MAN TGS       | Antonio Albacete | MAN TGS         | Adam Lacko       | Renault Premium |
| 2013 | Jochen Hahn      | MAN TGS       | Antonio Albacete | MAN TGS         | Markus Oëstreich | MAN TGS         |
| 2014 | Norbert Kiss     | MAN TGS       | Jochen Hahn      | MAN TGS         | Antonio Albacete | MAN TGS         |
| 2015 | Norbert Kiss     | MAN TGS       | Adam Lacko       | Freightliner    | Jochen Hahn      | MAN TGS         |
| 2016 | Jochen Hahn      | MAN TGS       | Adam Lacko       | Freightliner    | René Reinert     | MAN TGS         |
| 2017 | Adam Lacko       | Freightliner  | Jochen Hahn      | Iveco Stralis   | Norbert Kiss     | Mercedes Axor   |
| 2018 | Jochen Hahn      | Iveco Stralis | Adam Lacko       | Freightliner    | Antonio Albacete | MAN TGS         |
| 2019 | Jochen Hahn      | Iveco Stralis | Antonio Albacete | MAN TGS         | Adam Lacko       | Freightliner    |
| 2020 | Cancelado        | Cancelado     | Cancelado        | Cancelado       | Cancelado        | Cancelado       |
| 2021 | Norbert Kiss     | MAN TGS       | Sascha Lenz      | MAN TGS         | Adam Lacko       | Freightliner    |
| 2022 | Norbert Kiss     | MAN TGS       | Jochen Hahn      | Iveco           | Sascha Lenz      | MAN TGS         |
| 2023 | Norbert Kiss     | MAN TGS       | Jochen Hahn      | Iveco           | Sascha Lenz      | MAN TGS         |
| 2024 | Norbert Kiss     | MAN TGS       | Jochen Hahn      | Iveco           | Sascha Lenz      | MAN TGS         |

## Promoter's Cup

### 2017–actual
| Año  | Campeón                | Camión       | Subcampeón     | Camión        | Tercer puesto         | Camión       |
| ---- | ---------------------- | ------------ | -------------- | ------------- | --------------------- | ------------ |
| 2017 | José Rodrigues         | MAN          | André Kursim   | Mercedes-Benz | Erwin Kleinnagelvoort | Scania       |
| 2018 | Shane Brereton         | MAN          | Steffen Faas   | Mercedes-Benz | Oliver Janes          | Freightliner |
| 2019 | Oliver Janes           | Freightliner | Jamie Anderson | MAN           | Luis Recuenco         | MAN          |
| 2020 | Cancelado              | Cancelado    | Cancelado      | Cancelado     | Cancelado             | Cancelado    |
| 2021 | Shane Brereton         | MAN          | Téo Calvet     | Freightliner  | Steffen Faas          | Scania       |
| 2022 | Téo Calvet             | Freightliner | Jamie Anderson | MAN           | Shane Brereton        | MAN          |
| 2023 | José Eduardo Rodrigues | MAN          | Steffen Faas   | Scania        | John Newell           | MAN          |
| 2024 | José Eduardo Rodrigues | MAN          | Mark Taylor    | MAN           | Steffen Faas          | Scania       |

## Campeonato por equipos
A lo largo de los años, el Campeonato por equipos ha sido ganado tanto por equipos que competían con dos pilotos, como es el caso de Buggyra o MKR Technology, o por dos pilotos de dos equipos distintos que, al no tener compañero de equipo con el que participar en el Campeonato por equipo, se unen para sumar puntos juntos, como Die Bullen von Iveco Magirus (unión del Team Hahn Racing y del Team Schwabentruck).

### Campeones
| Año  | Equipo                                | Pilotos                           |
| ---- | ------------------------------------- | --------------------------------- |
| 2007 | Buggyra International Racing System   | Markus Bösiger-David Vršecký      |
| 2008 | Buggyra International Racing System   | Markus Bösiger-David Vršecký      |
| 2009 | Buggyra International Racing System   | Markus Bösiger-David Vršecký      |
| 2010 | MKR Technology                        | Markus Bösiger-Markus Oëstreich   |
| 2011 | Equipo Cepsa/Truck Sport Lutz Bernau  | Antonio Albacete-Uwe Nittel       |
| 2012 | MKR Technology                        | Adam Lacko-Markus Oëstreich       |
| 2013 | Truck Sport Lutz Bernau               | Antonio Albacete-Markus Oëstreich |
| 2014 | Truck Sport Lutz Bernau               | Antonio Albacete-Markus Bösiger   |
| 2015 | Buggyra International Racing System   | Adam Lacko-David Vršecký          |
| 2016 | Team Reinert Adventure                | René Reinert-Stephanie Halm       |
| 2017 | Buggyra International Racing System   | Adam Lacko-David Vršecký          |
| 2018 | Die Bullen von Iveco Magirus          | Jochen Hahn-Stephanie Halm        |
| 2019 | Die Bullen von Iveco Magirus          | Jochen Hahn-Stephanie Halm        |
| 2020 | Cancelado                             | Cancelado                         |
| 2021 | Team Titan                            | Norbert Kiss-Antonio Albacete     |
| 2022 | Révész Racing/Truck Sport Lutz Bernau | Norbert Kiss-Antonio Albacete     |
| 2023 | Révész Racing/Truck Sport Lutz Bernau | Norbert Kiss-Antonio Albacete     |
| 2024 | Révész Racing/Truck Sport Lutz Bernau | Norbert Kiss-Antonio Albacete     |

Notas
En 2013 y 2014, el equipo campeón fue el Truck Sport Lutz Bernau, pero en realidad este equipo fue la unión del Equipo Cepsa, cuyo piloto era Antonio Albacete, y el propio Truck Sport Lutz Bernau, cuyos pilotos eran Markus Oëstreich en 2013 y Markus Bösiger en 2014.
En 2018 y 2019, el equipo fue campeón Die Bullen von Iveco Magirus («Los toros de Iveco Magirus»), unión de dos equipos, el Team Hahn Racing, cuyo piloto es Jochen Hahn, y el Team Schwabentruck, cuyo piloto es Stephanie Halm, aprovechando que los dos equipos conducen un Iveco Magirus Stralis.
En 2021, 2022, 2023 y 2024 ganó el Team Titan, asociación del Révész TRT, cuyo piloto era Norbert Kiss, y el T Sport Bernau, cuyo piloto era Antonio Albacete. Sólo usaron la denominación Team Titan entre 2020-2021, pues luego empezaron a usar la denominación de los dos equipos, pero la asociación es la misma

## Estadísticas
Actualizado al término de la Temporada de 2024

### Campeonatos ganados por piloto
| Piloto               | Total | Temporadas                         |
| -------------------- | ----- | ---------------------------------- |
| Jochen Hahn          | 6     | 2011, 2012, 2013, 2016, 2018, 2019 |
| Norbert Kiss         | 6     | 2014, 2015, 2021, 2022, 2023, 2024 |
| Steve Parrish        | 5     | 1990, 1992, 1993, 1994, 1996       |
| Curt Göransson       | 4     | 1986, 1988, 1989, 1990             |
| Rod Chapman          | 3     | 1985, 1987, 1989                   |
| Richard Walker       | 3     | 1985, 1991, 1992                   |
| Slim Borgudd         | 3     | 1986, 1987, 1995                   |
| Gerd Körber          | 3     | 1991, 2002, 2003                   |
| Harri Loustarinen    | 3     | 1993, 1997, 2000                   |
| Heinz-Werner Lenz    | 3     | 1997, 1998, 1999                   |
| Antonio Albacete     | 3     | 2005, 2006, 2010                   |
| Gérard Cuyent        | 2     | 1988, 1993                         |
| Axel Hegmann         | 2     | 1989, 1990                         |
| Jokke Kallio         | 2     | 1991, 1992                         |
| Martin Koloc         | 2     | 1995, 1996                         |
| Fritz Kreutzpointner | 2     | 1999, 2001                         |
| Lutz Bernau          | 2     | 2001, 2003                         |
| David Vršecký        | 2     | 2008, 2009                         |
| Yves Barrat          | 1     | 1985                               |
| Mel Lindsay          | 1     | 1986                               |
| George Allen         | 1     | 1987                               |
| Rolf Björk           | 1     | 1988                               |
| Boije Ovebrink       | 1     | 1994                               |
| Ludovic Faure        | 1     | 1998                               |
| Noël Crozier         | 1     | 2000                               |
| Stan Matějovský      | 1     | 2001                               |
| Egor Allgäuer        | 1     | 2002                               |
| Markus Oëstreich     | 1     | 2004                               |
| Stuart Oliver        | 1     | 2004                               |
| Ralf Drukenmüller    | 1     | 2005                               |
| Markus Bösiger       | 1     | 2007                               |
| Adam Lacko           | 1     | 2017                               |

### Promoter's Cups ganadas por piloto
| Piloto                 | Total | Temporadas |
| ---------------------- | ----- | ---------- |
| Shane Brereton         | 2     | 2018, 2021 |
| José Eduardo Rodrigues | 2     | 2023, 2024 |
| José Rodrigues         | 1     | 2017       |
| Oliver Janes           | 1     | 2019       |
| Téo Calvet             | 1     | 2022       |

### Número de títulos por equipos
| Equipo                              | Títulos | Años                         |
| ----------------------------------- | ------- | ---------------------------- |
| Buggyra International Racing System | 5       | 2007, 2008, 2009, 2015, 2017 |
| Révesz TRT                          | 4       | 2021, 2022, 2023, 2024       |
| T Sport Bernau                      | 4       | 2021, 2022, 2023, 2024       |
| Equipo Cepsa                        | 3       | 2011, 2013, 2014             |
| Truck Sport Lutz Bernau             | 3       | 2011, 2013, 2014,            |
| MKR Technology                      | 2       | 2010, 2012                   |
| Team Hahn Racing                    | 2       | 2018, 2019                   |
| Team Schwabentruck                  | 2       | 2018, 2019                   |
| Team Reinert Adventure              | 1       | 2016                         |

### Pilotos con victorias desde que el campeonato se unificó en 2006
| Equipo               | Victorias |
| -------------------- | --------- |
| Jochen Hahn          | 117       |
| Antonio Albacete     | 104       |
| Norbert Kiss         | 64        |
| Adam Lacko           | 57        |
| Markus Bösiger       | 56        |
| David Vršecký        | 55        |
| Markus Oëstreich     | 18        |
| René Reinert         | 12        |
| Gerd Körber          | 11        |
| Stephanie Halm       | 10        |
| Sascha Lenz          | 9         |
| André Kursim         | 8         |
| Anthony Janiec       | 4         |
| Christopher Levett   | 4         |
| Benedek Major        | 4         |
| Mika Mäkinen         | 4         |
| Ryan Smith           | 3         |
| Shane Brereton       | 2         |
| Alex Lvov            | 2         |
| José Rodrigues       | 2         |
| Frankie Vojtiśek     | 1         |
| Javier Mariezcurrena | 1         |
| Egon Allgäuer        | 1         |
| Téo Calvet           | 1         |

## ETRC Digital Racing Challenge
Con motivo de la suspensión y aplazamientos de eventos debido a la pandemia de COVID-19, la ETRA, el promotor de la competición, creó el ETRC Digital Racing Challenge, una competición en la que los pilotos compiten por medio de un simulador desde casa. El simulador que se usa es el Assetto Corsa.

### Campeones
| Año  | Campeón      | Camión |
| ---- | ------------ | ------ |
| 2020 | Norbert Kiss | MAN    |